# بورس اوراق بهادار استرالیا
بورس اوراق بهادار استرالیا (به انگلیسی: Australian Securities Exchange) بازار بورس اوراق بهادار کشور استرالیا است، که در ژوئیه ۲۰۰۶ با ادغام بازار بورس اوراق بهادار استرالیا و بازار بورس آتی سیدنی تأسیس شد.
ریشه‌های تأسیس این بازار بورس به سال ۱۸۶۱ و راه‌اندازی بورس اوراق بهادار سیدنی باز می‌گردد. امروزه بورس استرالیا با گردش مالی روزانه معادل ۴٫۶ میلیارد دلار، همچنین با ارزش بازار ۱٫۴ تریلیون دلار، در فهرست ۱۰ بازار بورس اوراق بهادار جهان قرار دارد.